# Котака (1923)
Kotaka (яп. 小鷹)  був річковим патрульним катером Імператорського флоту Японії, частиною 11-го Сентаю канонерських човнів, який діяв на річці Янцзи в Китаї протягом 1930-х та під час Другої китайсько-японської війни. Брав участь у битві при Ухані (червень-вересень 1938 року),  битві за Маданг та битві при Цзюцзяні, червень 1938 року, кампанії в Наньчані: лютий – травень 1939 року. 1942: використовувався як пасажирське судно. Затонув 31 травня 1944 р. на річці Янцзи, виконуючи завдання як кур'єрський човен.  Офіційно класифікувався як 60-тонне судно для перевезень (моторне, лише для річки, спеціальний тип) (яп. 六拾瓲交通船 (内火式河用特型),, 60-ton kōtsūsen (Uchibishiki kawayou-Tokugata)).   